# Barta Imre
Barta Imre, születési nevén Birnfeld Imre (Kecel, 1899. szeptember 30. – Pécs, 1978. november 18./november 28.) magyar orvos, haematológus, egyetemi tanár, az orvostudományok kandidátusa (1952), az orvostudományok doktora (1959).

## Életpályája
Birnfeld Izidor kereskedő és Beck Netti fiaként született. A középiskola elvégzése után az első világháborúban katonaként szolgált. Orvosi tanulmányait a budapesti, a prágai német és a pécsi egyetemeken végezte el. 1924-ben avatták doktorrá Pécsen. A pécsi klinikán Ángyán János professzor meghívására előbb gyakornokként, később mint tanársegéd, majd első tanársegéd működött több mint egy évtizeden át. 1929–1931 között Berlinben a Collegium Hungaricumban kapott ösztöndíjat. 1933-ban a pécsi Erzsébet Tudományegyetemen A vérképző szervek kór- és gyógytana tárgykörből egyetemi magántanárrá képesítették. 1933–1936 között a magántanár volt. 1936–1944 között – az átépítés után – a mohácsi kórház belgyógyász főorvosaként működött. 1944 májusában zsidó származása miatt elbocsátották, és mint munkaszolgálatos az Erdődi Állami Közkórházban teljesített szolgálatot. 1944 decemberében visszahelyezték állásába. 1946-tól címzetes egyetemi rendkívüli tanár volt. 1947–1960 között a mohácsi kórház igazgató-főorvosa volt. 1960–1968 között egyetemi tanár volt a Pécsi Orvostudományi Egyetem I. sz. Belgyógyászati Klinikáján. 1960–1977 között a Magyar Haematológiai Társaság elnöke volt. 1968-ban vonult nyugalomba mint a klinika igazgatója.
Felesége Jellachich Magdolna volt, Jellachich István orvos lánya, akivel 1937. május 17-én Budapesten kötött házasságot.

### Munkássága
A belgyógyászat tárgykörén belül a haematológiával foglalkozott. A klasszikus haematológiai morphologia megalapozásában nemzetközileg elismert szerephez jutott. Munkásságát a Magyar Tudományos Akadémia tudományos célhitellel támogatta. 113 tudományos dolgozata jelent meg, három monográfiát is írt. Az elsők között foglalkozott élő emberben a csontvelő elváltozásaival, megalkotta a csontvelő-dysplasia fogalmát. Elsőként írta le a reticulum-sejtek különböző típusait, vizsgálta a csontvelő mikrocirkulációját, foglalkozott a reticulosisszal és számos haematológiai kórképpel. A lépről írott monográfiája 3 nyelven jelent meg.
Sírja a pécsi központi temetőben található (III-V-1/a).

## Művei
- Csontvelőpunctiós vizsgálatok anaemiában (Budapest, 1937)
- A vérkép és csontvelő viszonya (Budapest, 1945)
- A csontvelő kóros regeneratiójának morphologiája (Budapest, 1946)
- A 0 vércsoport jelentősége a belgyógyászatban (Budapest, 1947)
- Az anaemia felosztása (Budapest, 1948)
- A csontvelő reticulosis morphológiája és klinikája (Orvosi Hetilap, 1953)
- A lymphocytosis morphologiája és klinikája (Magyar Belorvosi Archivum, 1958)
- A haemoreticularis szövet functiós cytologiája és klinikája. Doktori értek. (Budapest, 1959)
- A citomorfológiai vizsgálatok jelentősége a belorvosi diagnosztikában (Budapest, 1963)
- A fibrinolysis klinikuma (Budapest, 1963)
- Klinikai citológia szövettani vonatkozásokkal (Illusztrálta: Gógl Árpád; Budapest, 1967)
- A lép belgyógyászati betegségekben (Budapest–Moszkva, 1969; németül: Budapest–Jéna, 1972; oroszul: Budapest, 1976)
- Atypusos kórképek a haematologiában (Az orvostudomány aktuális problémái, 1971)
- A máj haematológiai vonatkozásai (Az orvostudomány aktuális problémái, 1973)
- Klinikai cytopathologia (Budapest, 1979)